# 모술

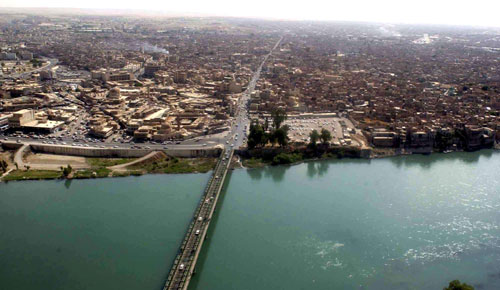
티그리스 강과 모술

모술(아람어: ܢܝܢܘܐ, 니네와)은 이라크 북부에 있는 도시이다. 니네와 주의 주도이다. 이라크에서 바그다드 다음으로 두번째로 큰 도시이다. 고대 니네베 유적(遺跡)과 석유 생산으로 알려진 도시이다. 바그다드에 북서쪽으로 396키로 떨어진 지점에 있다. 도시는 티그리스 강변에 있고 다섯 개의 다리로 연결되어 있다.
주민은 아랍인이 많지만 도시 주위에는 쿠르드족이 거주한다. 또 다른 주요 민족으로는 네스토리우스파 기독교파의 아시리아인과 기타 이라크 투르크멘도 거주한다. 1987년의 도시 인구는 66만4,221명이었으나, 2002년에는 173만9,800명으로 추정될 만큼 증가했다.
이것은 어쩌면 사담 후세인이 시행한 ‘아랍화 정책’으로 대다수 아랍인이 이주한 것과 관련되어 있다고 볼 수 있다.
모술 일대는 쿠르드족이 예부터 살았던 곳으로, 쿠르드족에게는 쿠르디스탄의 주요 도시로 인식된 곳인 만큼, 민족과 정치 문제도 심각하다.
모슬린은 원래 이 도시에서 생산된 직물로, 이름이 모술에서 유래되었다. 그 외에도 이 도시의 유명한 것은 대리석이다. 마르코 폴로의 동방견문록에서는 이탈리아인이 ‘무솔리니’(Mussolini)라는 성(姓)이 있는 사람은 모술 상인의 후예라고 말한다. 모술 주변은 티그리스강・유프라테스강이 흐르는 평야 지대로, 아랍인은 메소포타미아 북쪽의 이곳을 자지라(섬)라고 불러왔다. 이곳은 곡물이나 과일이 풍성하게 자라며, 석유도 많이 매장되어 있다.
2014년 6월 20일 극단주의 무장세력 이슬람 국가(IS)가 도시를 점령했다. 이에 이슬람 국가는 이 도시를 수도로 사실상 정했다.
하지만 모술 전투로 인하여 대부분이 파괴되었고, 현재는 해방되어 있다.

## 기후
| 모술 (1991년~2020년)의 기후                            | 모술 (1991년~2020년)의 기후 | 모술 (1991년~2020년)의 기후 | 모술 (1991년~2020년)의 기후 | 모술 (1991년~2020년)의 기후 | 모술 (1991년~2020년)의 기후 | 모술 (1991년~2020년)의 기후 | 모술 (1991년~2020년)의 기후 | 모술 (1991년~2020년)의 기후 | 모술 (1991년~2020년)의 기후 | 모술 (1991년~2020년)의 기후 | 모술 (1991년~2020년)의 기후 | 모술 (1991년~2020년)의 기후 | 모술 (1991년~2020년)의 기후 |
| 월                                                     | 1월                         | 2월                         | 3월                         | 4월                         | 5월                         | 6월                         | 7월                         | 8월                         | 9월                         | 10월                        | 11월                        | 12월                        | 연간                        |
| ------------------------------------------------------ | --------------------------- | --------------------------- | --------------------------- | --------------------------- | --------------------------- | --------------------------- | --------------------------- | --------------------------- | --------------------------- | --------------------------- | --------------------------- | --------------------------- | --------------------------- |
| 역대 최고 기온 °C (°F)                                 | 21.2 (70.2)                 | 26.9 (80.4)                 | 31.8 (89.2)                 | 36.5 (97.7)                 | 43.2 (109.8)                | 47.4 (117.3)                | 49.4 (120.9)                | 49.3 (120.7)                | 46.5 (115.7)                | 42.2 (108.0)                | 32.5 (90.5)                 | 28.4 (83.1)                 | 49.4 (120.9)                |
| 일평균 최고 기온 °C (°F)                               | 13.1 (55.6)                 | 15.4 (59.7)                 | 20.0 (68.0)                 | 25.9 (78.6)                 | 33.2 (91.8)                 | 39.8 (103.6)                | 43.4 (110.1)                | 43.3 (109.9)                | 38.5 (101.3)                | 31.9 (89.4)                 | 21.6 (70.9)                 | 15.1 (59.2)                 | 28.4 (83.2)                 |
| 일일 평균 기온 °C (°F)                                 | 7.4 (45.3)                  | 9.3 (48.7)                  | 13.3 (55.9)                 | 18.5 (65.3)                 | 25.1 (77.2)                 | 31.5 (88.7)                 | 34.8 (94.6)                 | 34.1 (93.4)                 | 28.8 (83.8)                 | 22.2 (72.0)                 | 14.8 (58.6)                 | 9.6 (49.3)                  | 20.8 (69.4)                 |
| 일평균 최저 기온 °C (°F)                               | 2.6 (36.7)                  | 3.8 (38.8)                  | 7.5 (45.5)                  | 11.5 (52.7)                 | 16.6 (61.9)                 | 21.7 (71.1)                 | 25.4 (77.7)                 | 24.8 (76.6)                 | 20.0 (68.0)                 | 14.6 (58.3)                 | 7.9 (46.2)                  | 4.1 (39.4)                  | 13.4 (56.1)                 |
| 역대 최저 기온 °C (°F)                                 | −17.6 (0.3)                 | −12.3 (9.9)                 | −5.8 (21.6)                 | −4.0 (24.8)                 | 1.8 (35.2)                  | 6.8 (44.2)                  | 11.6 (52.9)                 | 12.9 (55.2)                 | 8.9 (48.0)                  | −2.6 (27.3)                 | −6.1 (21.0)                 | −15.4 (4.3)                 | −17.6 (0.3)                 |
| 평균 강수량 mm (인치)                                  | 61.6 (2.43)                 | 53.9 (2.12)                 | 59.4 (2.34)                 | 46.1 (1.81)                 | 17.5 (0.69)                 | 1.2 (0.05)                  | 0.2 (0.01)                  | 0.0 (0.0)                   | 0.6 (0.02)                  | 12.7 (0.50)                 | 41.7 (1.64)                 | 61.9 (2.44)                 | 356.8 (14.05)               |
| 평균 강수일수                                          | 11                          | 11                          | 12                          | 9                           | 6                           | 0                           | 0                           | 0                           | 0                           | 5                           | 7                           | 10                          | 71                          |
| 평균 상대 습도 (%)                                     | 79.0                        | 73.0                        | 66.3                        | 62.1                        | 44.2                        | 29.3                        | 26.2                        | 27.4                        | 32.0                        | 43.8                        | 63.1                        | 76.5                        | 51.9                        |
| 평균 월간 일조시간                                     | 158                         | 165                         | 192                         | 210                         | 310                         | 363                         | 384                         | 369                         | 321                         | 267                         | 189                         | 155                         | 3,083                       |
| 출처 1: 세계기상기구 (강수일수: 1976년~2008년)         |                             |                             |                             |                             |                             |                             |                             |                             |                             |                             |                             |                             |                             |
| 출처 2: Weatherbase (극값 일부), Meteomanz (극값 일부) |                             |                             |                             |                             |                             |                             |                             |                             |                             |                             |                             |                             |                             |

## 같이 보기
- 이라크 전쟁
- 쿠르드 자치구
- 모술 전투 (2016년)